# Adam Peaty
Adam Peaty (født 28. december 1994 i Uttoxeter i Staffordshire) er en britisk svømmer, som konkurrerer internationalt for Storbritannien og England i svømmearten Brystsvømning. 
Han vandt guld under sommer-OL 2016.